# Fazekas Lajos (öttusázó)
Fazekas Lajos (Budapest, 1954. március 26. –) magyar öttusázó, öttusaedző.

## Pályafutása
Fazekas Lajos műszaki mérnök és Hably Gizella pénztáros gyermekeként született. 1965 és 1972 között a Központi Sportiskola versenyzőjeként kezdte az öttusa elsajátítását. 1972 és 1975 között a Bp. Honvéd, 1976 és 1981 között az Újpesti Dózsa öt- és háromtusázója volt. 1973 és 1981 között a válogatott keret tagja volt. 1982 és 1989 között a Magyar Öttusa Szövetség szakfelügyelőjeként tevékenykedett.

## Sikerei, díjai
Háromtusa
- Magyar bajnokság – egyéni
  - bajnok: 1973
  - 2.: 1979
  - 3.: 1981
- Magyar bajnokság – csapat
  - bajnok: 1974, 1975, 1976, 1979, 1981

Öttusában
- Magyar bajnokság – ifjúsági, csapat
  - bajnok: 1972
- IBV (Ifjúsági Barátság Verseny)
  - bajnok: 1973 (csapat)
  - 2.: 1973 (egyéni)